# 王者荣耀：荣耀之章碎月篇
《王者荣耀：荣耀之章碎月篇》是一部中國奇幻動畫劇集，改編自腾讯和天美工作室群的同名電子遊戲，2024年1月13日網路開播。
計畫消息首度宣布於2021年8月8日，腾讯在线上举办动漫年度发布会中，發表《王者荣耀》的動畫改編計畫，以擴展受眾客群、提升系列知名度。2021年10月30日，官方在當日晚間舉辦2021共创之夜活动中，對外發表全新的跨媒體計畫——改編動畫劇集及「王者荣耀英雄系列电影计划」已投入製作。同時公開劇集主角曜、铠、李白的概念预告片；此预告片由云图动漫、原力数字科技制作。

## 外部連結
- 豆瓣电影上《王者荣耀：荣耀之章碎月篇》的資料 （简体中文）